# Bupropión
El bupropión (anfebutamona o clorhidrato de bupropión) es un fármaco de administración oral con venta bajo fórmula médica, que pertenece al grupo de los antidepresivos y está indicado como parte del tratamiento de la depresión y el tabaquismo. El bupropión es un antidepresivo con características diferentes a las de otros antidepresivos. Actúa a nivel del Sistema Nervioso Central inhibiendo la recaptación de dopamina y noradrenalina 
Varios efectos adversos han sido reportados en pacientes que consumen este fármaco como hipertensión, taquicardia, sequedad de boca, náuseas, insomnio, ansiedad, temblores o visión borrosa. Uno de los efectos adversos más graves del bupropión es que puede desencadenar convulsiones, sin embargo esto es infrecuente  El uso de bupropión durante el embarazo puede estar asociado con mayores probabilidades de enfermedades cardíacas congénitas. Está contraindicado en personas que padecen enfermedades con fase maníaca, que consumen inhibidores de la monoaminooxidasa, con factores de riesgo convulsivos o con antecedentes de trastornos alimentarios 

## Historia
El bupropión fue patentado por primera vez por Burroughs Wellcome (actualmente es parte de GlaxoSmithKline) en 1974 y fue aprobado por la FDA (EE. UU.) en 1985 para el tratamiento de la depresión. Sin embargo, este fármaco fue retirado antes de su comercialización al presentarse convulsiones en algunos pacientes que lo recibieron  Posterior a esto se informó que usando una dosis diaria menor a 450 mg el riesgo de convulsiones con este medicamento era similar al de otros antidepresivos y se volvió a introducir en 1989  En 1996, se aprobó la fórmula de liberación sostenida usando el nombre comercial Wellbutrin y en 1997 se aprobó el uso como coadyuvante en el manejo farmacológico de pacientes que quieren dejar de fumar 

## Descripción
El bupropión es una propiofenona que hace parte del grupo de cetonas aromáticas. Posee un grupo tert-butilamina en la posición número 2 y un sustituyente de cloro en la posición número 3 del anillo fenilo  Además, es un compuesto amino secundario, un miembro de lo monoclorobencenos y una cetona aromática
El método general para la síntesis del bupropión consiste en tres etapas que empiezan con la α-bromación de la 3’-cloropropiofenona utilizando bromo molecular en diclorometano para obtener la α-bromoacetona que posteriormente es tratada con exceso de tert-butilamina en acetonitrilo en una reacción de desplazamiento nucleofílico para obtener la base libre. Para finalizar, el tratamiento con cloruro de hidrógeno concentrado en éter dietílico permite obtener la sal comercial de la molécula 

## Vías de administración
El bupropión se administra por vía oral; los comprimidos están disponibles en formulación normal con una dosis de 75 y 100 mg, de liberación prolongada con una dosis de 150 y 300 mgy de liberación sostenida con una dosis de 100 mg, 150 mg, y 200 mg
Este medicamento puede ser consumido con o sin comidas pero los comprimidos deben tragarse enteros, sin triturar ni dividir.

## Farmacocinética

### Absorción
Dependiendo de cada formulación varía la absorción, sin embargo la biodisponibilidad o concentración plasmática que alcanza el medicamento es del 70%.
Formulación de liberación inmediata: La fracción biodisponible se alcanza en sangre después de 2 h.
Formulación de liberación sostenida: La fracción biodisponible se alcanza en sangre después de 3 h, pero la formulación permite una liberación prolongada del medicamento por 12 h.
Formulación de liberación prolongada: La fracción biodisponible se alcanza en sangre después de aproximadamente 5 h. La formulación permite concentraciones terapéuticas durante 24 h. La presencia conjunta de alimentos no modificó la concentración máxima o el área bajo la curva de bupropión
En estado estacionario, las tabletas de liberación sostenida (SR) de clorhidrato de bupropión son administradas dos veces al día.

### Distribución
Estudios in vitro demuestran que el bupropión presenta una unión a proteínas plasmáticas humanas del 84% a concentraciones ≤200 µg/mL. Los metabolitos activos, hidroxibupropión, exhibe una afinidad proteica comparable a la del fármaco original, mientras que el treohidrobupropión muestra una unión aproximada del 50% en relación con el bupropión. El volumen de distribución del bupropión oscila entre 20 y 47 l/kg 
El bupropión y sus metabolitos activos atraviesan la barrera hematoencefálica (BHE). También alcanza concentraciones en líquido amniótico.

### Metabolismo y metabolitos
El bupropión se metaboliza ampliamente en el hígado, por el citocromo P450 2B6 (CYP2B6), produciendo hidroxibupropión como un metabolito activo, que presenta hasta el 50% de la actividad del fármaco original. Además, el bupropión también es metabolizado por la enzima carbonil reductasa hepática, que resulta en los metabolitos activos treohidrobupropión y eritrohidrobupropion con una potencia del 20% hasta el 50% de la que presenta el bupropión La degradación final del bupropión y sus metabolitos se realiza por reacciones de fase II de conjugación con ácido glucurónico a través de las enzimas UDP-glucuronosiltransferasas 1A9 (UGT1A9) y 2B7 (UGT2B7).

### Excreción
El bupropión se excreta de forma inalterada <1%. Los metabolitos y conjugados son esencialmente eliminados por vía renal (hasta el 87%), y, en menor medida, se excretan en las heces (~10%)
La vida media de eliminación oscila entre 8 y 24 horas tras una dosis única, con un promedio de 14 horas; sin embargo, con el uso repetido, este valor puede prolongarse hasta un promedio de 21 horas (rango: 8-39 horas). En pacientes ancianos con depresión mayor, se ha observado una vida media más prolongada, alrededor de 34 horas después de una sola dosis. Para el caso de los metabolitos activos, el hidroxibupropión tiene una vida media similar a la del fármaco original (~20 horas), y el eritrobuhidrobupropión y tretinoinbupropión tienen una vida media más prolongada que la del fármaco original, siendo de 33 y 37 horas respectivamente

## Farmacodinamia

### Mecanismo de acción
El  bupropión aumenta la neurotransmisión noradrenérgica y dopaminérgica por inhibición de la recaptación mediante los transportadores de noradrenalina (NET) y los transportadores de dopamina (DAT). Se ha propuesto también que el bupropión aumenta la liberación presináptica de noradrenalina y dopamina y aumenta de forma rápida, reversible y dependiente de la dosis la captación vesicular de dopamina al producir una redistribución del transportador de monoamina vesicular (VMAT2), que participa en la regulación de las concentraciones citoplasmáticas de dopamina dentro de las terminales mediante el secuestro de este neurotransmisor en vesículas sinápticas.  Este medicamento no inhibe la enzima monoaminooxidasa ni la recaptura de serotonina. Al utilizar bupropión como ayuda para dejar de fumar confiere los efectos contra el ansia y la abstinencia al inhibir la recaptación de dopamina, que está implicada en las vías de recompensa La nicotina aumenta la actividad de la dopamina al actuar sobre los receptores nicotínicos de acetilcolina en las neuronas dopaminérgicas de la vía mesolímbica, la cual consiste en proyecciones dopaminérgicas desde el área tegmental ventral al núcleo accumbens y a la corteza prefrontal, entre otras estructuras. Por otro lado, el bupropión posee un efecto antagónico no competitivo sobre el receptor nicotínico por ende disminuye los efectos de la nicotina  Así, el bupropión altera los circuitos cerebrales de recompensa influenciados por la nicotina; primero aumenta la función de recompensa del cerebro en condiciones basales; en bajas dosis bloquea los efectos de la recompensa inducidos por la nicotina aguda; y por último, revierte los aspectos negativos de la abstinencia a nicotina.

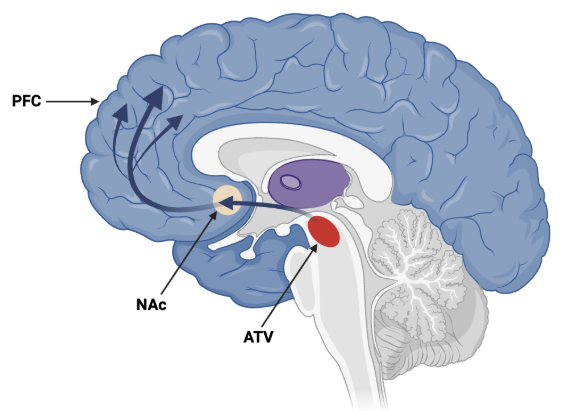
Mecanismo del circuito de recompensa. La activación del núcleo accumbens (NAc) y de la corteza prefrontal (PFC) se produce por proyecciones dopaminérgicas desde el área tegmental ventral (ATV) ubicada en el mesencéfalo.

### Efectos
El bupropión es un medicamento que presenta diversos efectos clínicos y farmacológicos, dentro de los cuales se destaca el efecto antidepresivo, la terapia de deshabituación tabáquica, el TDAH y otros efectos relacionados. 

##### Antidepresivo
El bupropión está indicado en el tratamiento del trastorno depresivo mayor, es clasificado como un antidepresivo atípico debido a su perfil farmacológico que difiere significativamente de los antidepresivos clásicos, como los inhibidores selectivos de la recaptación de serotonina (ISRS) o los antidepresivos tricíclicos.
A diferencia de otros antidepresivos, el bupropión carece prácticamente de afinidad por los receptores o transportadores serotoninérgicos, lo que explica el perfil de efectos secundarios único, caracterizado por una menor incidencia de disfunción sexual o sedación, por lo que se considera de elección en aquellos pacientes que padecen disfunciones sexuales inducidas por otros antidepresivos. Esta selectividad por los sistemas noradrenérgico y dopaminérgico  lo hace particularmente útil en el tratamiento de la depresión con síntomas de anhedonia o fatiga, así como en la terapia para dejar de fumar. No obstante, aunque su inhibición de la recaptación de catecolaminas es moderada en comparación con otros fármacos, su capacidad para aumentar la disponibilidad presináptica de noradrenalina sugiere un mecanismo adicional que podría ser clave para su acción antidepresiva. Debido a los efectos estimulantes y a la actividad selectiva en los receptores de dopamina y noradrenalina, se ha identificado al bupropión como un potencial de abuso
El síndrome serotoninérgico asociado a bupropión es significativamente menos frecuente que con antidepresivos serotoninérgicos clásicos como los inhibidores selectivos de la recaptación de serotonina (ISRS) o los inhibidores de la recaptación de serotonina y noradrenalina (IRSN). Sin embargo, en casos de sobredosis masiva (ej: ingestas superiores a 2.250 mg), se ha documentado una incidencia de síndrome serotoninérgico del 33%, atribuible probablemente a mecanismos indirectos o a la acción de metabolitos activos, lo que sugiere que el riesgo, aunque es bajo en uso habitual, puede ser relevante en contextos de intoxicación aguda.
El bupropión tiene como indicación principal el manejo farmacológico del trastorno depresivo mayor, incluyendo su variante de patrón estacional (depresión invernal).  No está recomendado como tratamiento para el trastorno depresivo bipolar, debido a que puede precipitar episodios maníacos. Se emplea frecuentemente como terapia coadyuvante en el manejo de la depresión cuando los tratamientos de primera línea, como los inhibidores selectivos de la recaptación de serotonina (ISRS), no logran una respuesta clínica satisfactoria o presentan una eficacia parcial. Lo anteriormente descrito, se usa como un mecanismo de potenciación antidepresiva para optimizar la respuesta terapéutica en casos de depresión resistente o respuesta parcial al tratamiento

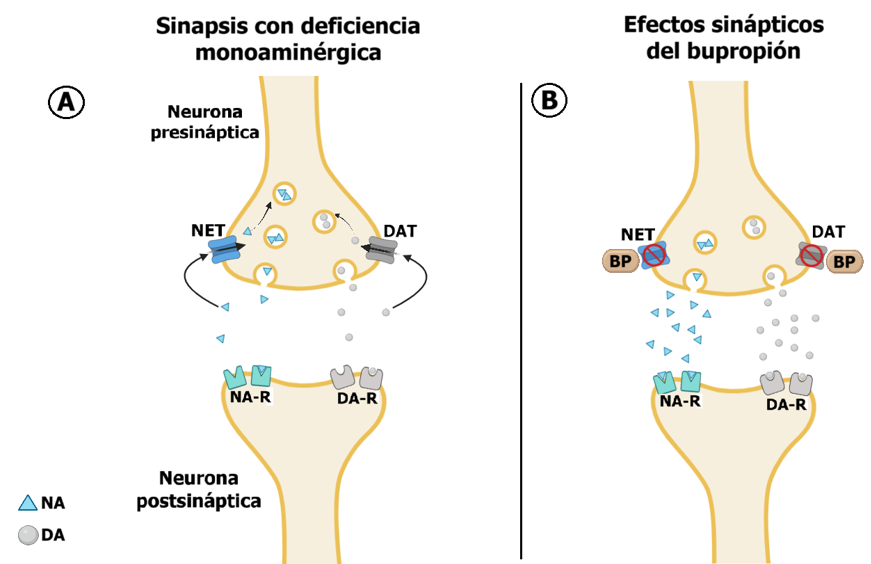
Mecanismo de acción del bupropión en trastornos depresivos. A, Las neuronas presinápticas liberan dopamina (DA) y noradrenalina (NA) hacia la hendidura sináptica, donde actúan sobre receptores de NA (NA-R) y de DA (DA-R) en la membrana de las neuronas postsinápticas. En estados depresivos, la disponibilidad de estos neurotransmisores está reducida, tanto por una liberación deficiente como por una recaptación mediada por los transportadores activos de DA (DAT) y NE (NET), lo que limita la neurotransmisión monoaminérgica. B, El bupropión (BP) inhibe los transportadores DAT y NET, bloqueando la recaptación presináptica de DA y NA, lo que incrementa su concentración en la hendidura y favorece la transmisión neuronal.

##### Terapia para dejar de fumar
La nicotina, al igual que el bupropión, también produce una liberación de dopamina en el núcleo accumbens (vía de placer común de opiáceos, anfetamina y cocaína).
El bupropión, como inhibidor de la recaptación de dopamina y noradrenalina, modula las vías mesolímbicas de recompensa, simulando parcialmente los efectos neuroquímicos de la nicotina. Asimismo, aumenta los niveles de noradrenalina en las sinapsis neuronales, lo que amortigua la sintomatología del síndrome de abstinencia, haciendo que uno de los usos más comunes del bupropión sea como ayudante en la terapia para dejar de fumar, siendo comercializado bajo el nombre de Zyban por GlaxoSmithKline.
Complementariamente, el bupropión actúa como antagonista no competitivo de los receptores nicotínicos neuronales, mostrando cierta selectividad entre subtipos receptores, lo que contribuye a atenuar el craving y los síntomas de abstinencia. La evidencia respalda su utilidad, el metanálisis Cochrane demuestran que duplica las tasas de abstinencia versus placebo, con una eficacia comparable a la terapia de reemplazo de nicotina (TRN), posicionándolo como una opción válida en la terapia antitabáquica.

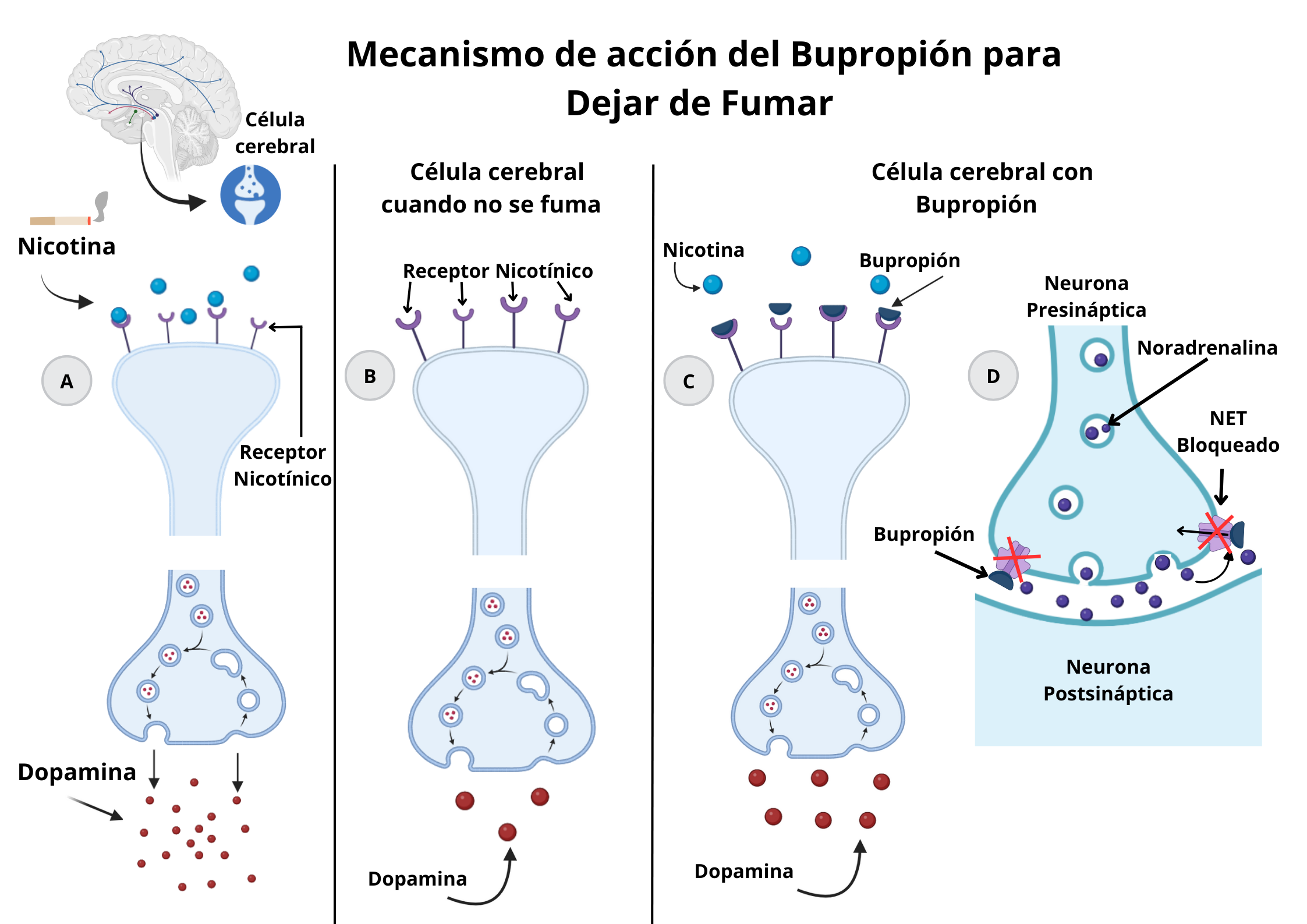
Mecanismo de acción del bupropión para dejar de fumar. A, La nicotina activa los receptores nicotínicos neuronales (célula cerebral) en áreas de recompensa cerebral, provocando liberación masiva de dopamina que estimula el circuito de recompensa. B, En ausencia de nicotina, la liberación dopaminérgica basal es insuficiente para activar dicho circuito. C, El bupropión actúa como antagonista nicotínico, bloqueando la unión de la nicotina a sus receptores y atenuando su efecto. Su unión a estos receptores induce una liberación dopaminérgica moderada que mitiga el síndrome de abstinencia. D, Como efecto adicional, el bupropión, inhibe la recaptación presináptica de noradrenalina bloqueando el transportador de recaptura (NET), lo cual lleva a un aumento de su disponibilidad sináptica y mejora los síntomas de abstinencia.

### Usos investigacionales

##### Coadyuvante para contrarrestar efectos sexuales adversos asociados a los ISRS
Por otra parte, aunque su uso no está formalmente aprobado para esta indicación, el bupropión se ha empleado como estrategia coadyuvante para contrarrestar los efectos sexuales adversos asociados a los inhibidores selectivos de la recaptación de serotonina (ISRS). Sin embargo, cabe destacar que los estudios controlados no han podido confirmar de manera consistente su eficacia para este propósito específico.

##### Trastorno por déficit de atención con hiperactividad (TDAH)
Asimismo, en el ámbito fuera de las indicaciones, este fármaco se prescribe para el abordaje terapéutico del trastorno por déficit de atención e hiperactividad (TDAH) en población adulta, dado que su perfil farmacológico permite minimizar el riesgo de desestabilización del estado de ánimo asociado al uso de estimulantes convencionales en este tipo de pacientes.

##### Tratamiento del consumo excesivo de alcohol
El bupropión en combinación con la naltrexona ha demostrado eficacia para el tratamiento del consumo excesivo de alcohol. Se ha evidenciado que su uso conjunto genera una reducción significativa tanto en el consumo diario promedio durante episodios de ingesta (de 7.8 a 6.4 bebidas/día) como en la frecuencia mensual de estos episodios (del 19% al 5% de días/mes). Así mismo, el bupropión ha demostrado un perfil de seguridad aceptable, donde los eventos adversos más frecuentes relacionados con su uso fueron insomnio, cefalea y síntomas gastrointestinales. No obstante, el uso de bupropión está contraindicado por la Administración de Medicamentos y Alimentos de EE.UU (FDA) en pacientes que se someten a una interrupción abrupta del consumo de alcohol.

##### Obesidad
Estudios controlados han evidenciado un efecto favorable en el manejo del sobrepeso, observándose que pacientes no deprimidos tratados con este fármaco lograron una reducción de peso significativamente mayor en comparación con aquellos que recibieron placebo, además de mantener dicha pérdida a lo largo del tiempo. De igual manera, se ha evidenciado que el uso de bupropión para tratar la obesidad durante 6 a 12 meses produce una pérdida media de peso de 2,7 kg con respecto al placebo. Este margen no es muy diferente respecto de otros medicamentos sugeridos para la pérdida de peso como el orlistat  La combinación de bupropión con naltrexona ha sido aprobada por la FDA (la agencia de administración de alimentos y medicamentos de Estados Unidos) para el tratamiento de la obesidad en presencia de al menos una afección comórbida relacionada con el peso (p. ej., hipertensión arterial, diabetes mellitus tipo 2 o dislipidemia).  

##### Fobia social
También se utiliza en determinados casos para tratar el trastorno de ansiedad social generalizada. 

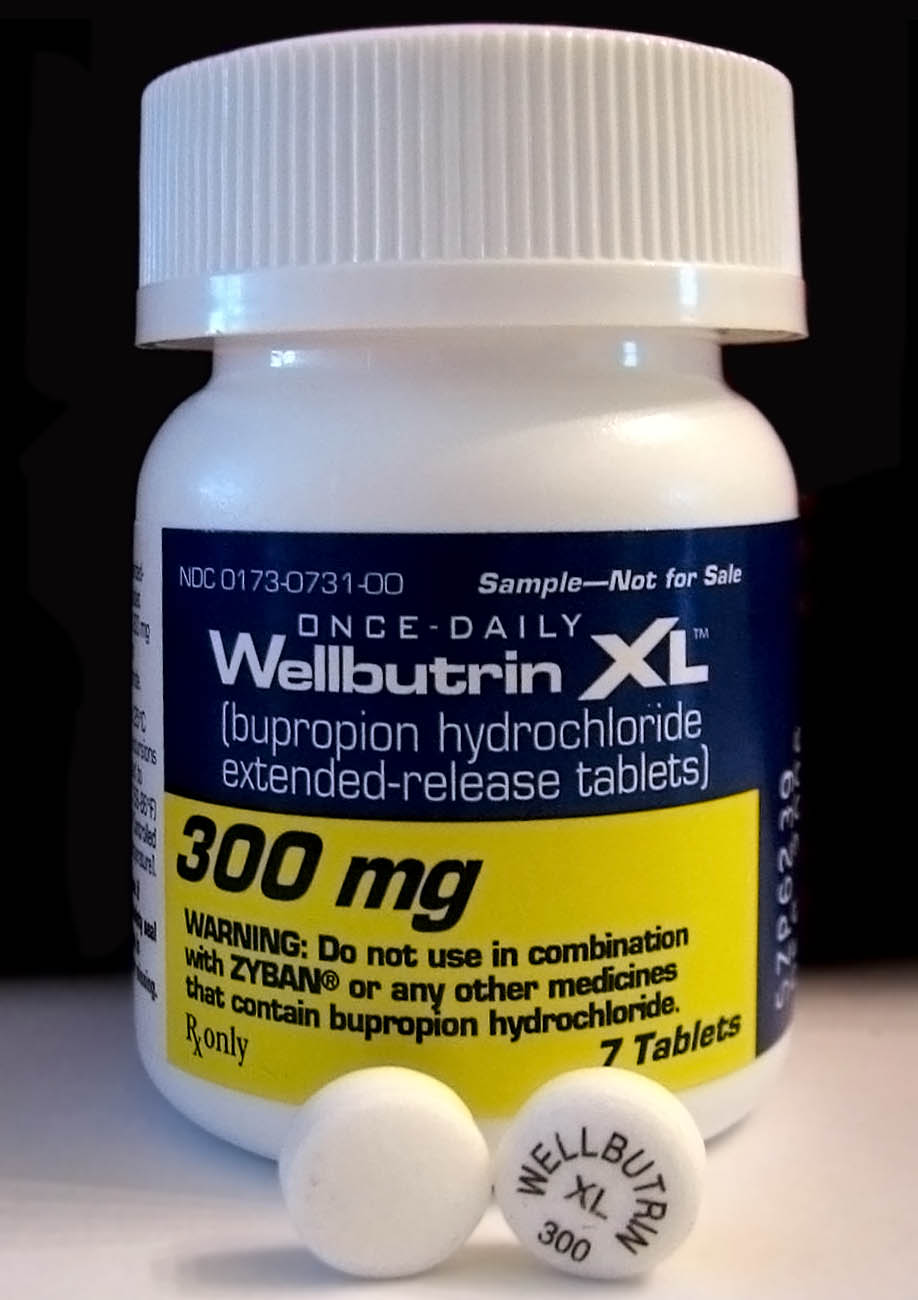
El antidepresivo Wellbutrin XL (bupropión HCl, 300 mg): frasco y comprimidos.

### Interacciones farmacológicas
El bupropión presenta varias interacciones farmacológicas relevantes debido principalmente a su metabolismo mediado por CYP2B6 y su efecto inhibidor sobre CYP2D6. Como sustrato de CYP2B6, su concentración plasmática puede verse alterada por fármacos que inhiben o inducen esta enzima, requiriendo ajustes de dosis para mantener su eficacia y seguridad. Al inhibir CYP2D6, el bupropión puede aumentar las concentraciones de fármacos metabolizados por esta vía, como antidepresivos tricíclicos, antipsicóticos y antiarrítmicos, lo que puede incrementar el riesgo de efectos adversos.
El perfil farmacodinámico del bupropión como inhibidor de la recaptación de dopamina y noradrenalina contraindica su uso con IMAOs, y exige precaución en combinación con otros agentes que reducen el umbral de convulsiones.  Las interacciones más relevantes se presentan en las siguientes tablas, divididas en interacciones farmacodinámicas e interacciones farmacocinéticas: 
| Interacciones farmacodinámicas                                                                    | |
| Fármaco                                                                                           | Resultados de la interacción                                                                                                |
| Levodopa                                                                                          | Puede aumentar el riesgo de toxicidad del SNC y efectos dopaminérgicos como psicosis, alucinaciones, temblores o agitación. |
| Amantadina                                                                                        | Puede aumentar el riesgo de toxicidad del SNC y efectos dopaminérgicos como psicosis, alucinaciones, temblores o agitación. |
| Antipsicóticos                                                                                    | Aumentan significativamente el riesgo de convulsiones.                                                                      |
| Antidepresivos tricíclicos                                                                        | Aumentan significativamente el riesgo de convulsiones.                                                                      |
| Teofilina                                                                                         | Aumentan significativamente el riesgo de convulsiones.                                                                      |
| Corticosteroides sistémicos                                                                       | Aumentan significativamente el riesgo de convulsiones.                                                                      |
| Inhibidores selectivos de la recaptación de serotonina (paroxetina, fluoxetina, sertralina, etc.) | Riesgo aumentado de efectos adversos neuropsiquiátricos.                                                                    |
| Antipsicóticos (haloperidol, risperidona, tioridazina)                                            | Riesgo aumentado de efectos adversos neuropsiquiátricos.                                                                    |

| Interacciones farmacocinéticas | |
| Fármaco                        | Resultados de la interacción                                                                                              |
| Ritonavir                      | Inductores de CYP2B6 que reducen las concentraciones plasmáticas de bupropión.                                            |
| Lopinavir                      | Inductores de CYP2B6 que reducen las concentraciones plasmáticas de bupropión.                                            |
| Efavirenz                      | Inductores de CYP2B6 que reducen las concentraciones plasmáticas de bupropión.                                            |
| Carbamazepina                  | Inductores de CYP2B6 que reducen las concentraciones plasmáticas de bupropión.                                            |
| Fenitoína                      | Inductores de CYP2B6 que reducen las concentraciones plasmáticas de bupropión.                                            |
| Fenobarbital                   | Inductores de CYP2B6 que reducen las concentraciones plasmáticas de bupropión.                                            |
| Ticlopidina                    | Inhibidores de CYP2B6 que aumentan los niveles plasmáticos de bupropión y se reduce la concentración de hidroxibupropión. |
| Clopidogrel                    | Inhibidores de CYP2B6 que aumentan los niveles plasmáticos de bupropión y se reduce la concentración de hidroxibupropión. |
| Tamoxifeno                     | El bupropión inhibe CYP2D6, lo que puede reducir la conversión activa del tamoxifeno, disminuyendo su eficacia.           |
| Digoxina                       | Bupropion puede disminuir los niveles plasmáticos de digoxina.                                                            |

El bupropión puede interferir en pruebas de orina para anfetaminas, causando falsos positivos por la baja especificidad de algunos tests. Se requieren métodos confirmatorios (ej. cromatografía) para distinguir ambas sustancias.
Se recomienda evitar el consumo de alcohol durante el tratamiento con bupropión, ya que puede potenciar los efectos depresores del sistema nervioso central (SNC) y aumentar el riesgo de reacciones neuropsiquiátricas adversas, sobre todo en casos de abandono abrupto del alcohol ya que reduce el umbral de convulsiones. No se han reportado interacciones farmacocinéticas.

## Efectos adversos
El bupropión puede producir agitación, ansiedad e  insomnio durante los estadios iniciales de la terapia con este medicamento. Otros efectos adversos comunes reportados incluyen fiebre, sequedad de boca, cefaleas o migrañas, mareo, temblor, nerviosismo o pérdida de peso Puede producir reacciones de hipersensibilidad desde prurito y urticaria, hasta, con menor frecuencia, angioedema, disnea, reacciones anafilactoides, síntomas característicos de la enfermedad del suero y exacerbar la manía en pacientes susceptibles También han sido reportados casos de taquicardia, hipertensión (incluso severa y en especial cuando se combina con parches de nicotina), palpitaciones, síncope, hipotensión ortostática Pueden presentarse convulsiones, sin embargo, están parcialmente relacionadas con la dosis Algunos factores de riesgo para la aparición de episodios convulsivos en pacientes que consumen bupropión son los siguientes: historia previa de convulsiones, abstinencia reciente al alcohol o benzodiacepinas, tratamiento concomitante con otros medicamentos (que disminuyan el umbral convulsivo), bulimia o anorexia nerviosa
Los síntomas de la sobredosis por Bupropión incluyen alucinaciones, náuseas, vómito, taquicardia, pérdida de la consciencia y posiblemente la muerte en el caso de una sobredosis masiva.

### Contraindicaciones
- Pacientes con trastorno convulsivo, debido a que reduce el umbral de convulsión.[11]
- Pacientes con diagnóstico activo o antecedentes de trastornos de la conducta alimentaria (bulimia nerviosa o anorexia nerviosa), debido a que estudios clínicos han documentado una mayor incidencia de eventos convulsivos asociados al uso de la formulación de liberación inmediata en esta población.[11]
- Pacientes con enfermedades con fase maníaca.[5]
- Pacientes que consumen inhibidores de la monoaminooxidasa (IMAO).[6]
- Uso de comprimidos de liberación prolongada (SR) de clorhidrato de bupropión dentro de los 14 días posteriores a la interrupción del tratamiento con un IMAO.[11]
- Pacientes que suspenden bruscamente el consumo de alcohol, benzodiazepinas, barbitúricos y antiepilépticos.[11]
- Pacientes con hipersensibilidad conocida al bupropión.[11]
- Consumo de alcohol.[3]

## Presentaciones
El bupropión está disponible para administración oral en distintas presentaciones, como los comprimidos de liberación inmediata, de liberación prolongada y de liberación sostenida.
Los excipientes pueden variar entre las distintas formas de presentación, aún así, algunos comunes son:
Agentes de liberación controlada:
- Cera de carnaúba (E903).

- Hidroxipropilmetilcelulosa (Hipromelosa, E464).

Estabilizantes y aglutinantes:
- Celulosa microcristalina (E460).
- Clorhidrato de cisteína.

Lubricantes:
- Estearato de magnesio (E470b).

Recubrimiento y agentes de acabado:
- Dióxido de titanio (E171).
- Polietilenglicol (PEG).
- Polisorbato 80 (E433).